# Jednotná kandidátka – Rudo-zelení
Jednotná kandidátka – Rudo-zelení (dánsky Enhedslisten – De Rød-Grønne) je dánská radikálně levicová politická strana.
Vznikla v roce 1989 spojením promoskevských dánských komunistů, trockistů a Levicové socialistické strany, která se na konci šedesátých let odtrhla od Socialistické lidové strany. Spojenectví protichůdných radikálně levicových názorových proudů bylo zapříčiněno snahou dostat se z politické marginality.
Jak je patrné i z názvu, tak strana přijala i environmentální témata a hlásí se k pacifismu, když odmítá např. členství Dánska v NATO. Silně se také vymezuje vůči členství Dánska v Evropské unii, kterou považuje za „agenta tržních sil, který vykořisťuje Evropu a rozvojové země.“

## Volební výsledky

### Parlamentní volby
| Volební rok | Počet hlasů | hlasy v % | Počet mandátů | Změna |
| ----------- | ----------- | --------- | ------------- | ----- |
| 1990        | 54 038      | 1,7       | 0             |       |
| 1994        | 104 701     | 3,1       | 6             | ▲+6   |
| 1998        | 91 933      | 2,7       | 5             | ▼-1   |
| 2001        | 82 685      | 2,4       | 4             | ▼-1   |
| 2005        | 114 123     | 3,4       | 6             | ▲+2   |
| 2007        | 74 982      | 2,2       | 4             | ▼-2   |
| 2011        | 236 860     | 6,7       | 12            | ▲+8   |
| 2015        | 274 463     | 7,8       | 14            | ▲+2   |
| 2019        | 244 664     | 6,9       | 13            | ▼ -1  |